# Pandémie de Covid-19 en Allemagne
- 100 à 499
- 500 à 999
- 1 000 à 9 999
- ≥ 10 000

La pandémie de Covid-19 en Allemagne est une crise sanitaire majeure provoquée par la maladie à coronavirus 2019. Elle se répand depuis le 27 janvier 2020 en Allemagne, à partir d'un premier cas constaté en Bavière chez un cadre de la compagnie Webasto. Les 25 et 26 février, à cause du développement du coronavirus en Italie, de nombreux cas sont déclarés dans le Bade-Wurtemberg, puis d'autres cas en lien avec l'Italie sont constatés dans la Rhénanie-du-Nord-Westphalie et le land de Rhénanie-Palatinat. Un foyer de contagion se forme dans l'arrondissement de Heinsberg à la suite du carnaval de Gangelt. Chronologiquement, le pays est le sixième foyer de contagion de la Covid-19.
Le 19 mars 2020, l'Allemagne dénombre officiellement 8 604 cas ainsi que 30 décès et plus de 46 personnes rétablies. Le 9 novembre 2020, l'Allemagne compte 685 721 cas et 11 385 décès, avec un taux de contagion qui repart à la hausse. Au 18 décembre 2020, le pays compte 24 000 morts.
Plutôt que d'exiger le confinement, l'Allemagne a pris des mesures de distanciations sociales (pas de regroupement de plus de deux personnes, fermeture de la plupart des commerces non indispensables). En avril 2020, les Allemands peuvent se déplacer et sortir de leur domicile et, dans la plupart des Länder, les parcs et jardins urbains restent ouverts. Toutefois, à partir de la mi-décembre 2020, les gouvernements fédéral et des Länder imposent un « confinement partiel » dans le but de réduire le nombre de contacts.

## Chronologie générale

### 2020

#### Débuts, cas de Webasto
Le 27 janvier 2020, le ministre de la Santé de Bavière annonce qu'un cadre de 33 ans de la compagnie Webasto, située à Starnberg, est testé positif au coronavirus. Il a contracté l'infection d'une collègue chinoise qui avait reçu la visite à Shanghai de ses parents originaires de Wuhan. C'est donc la première personne ayant contracté en Europe la maladie en dehors de Chine d'une personne n'étant pas de sa famille — le premier cas connu d'une personne ayant contracté la maladie en dehors de Chine étant le fils d'un Chinois au Viêt Nam.
Le 28 janvier, trois nouveaux cas sont confirmés : un jeune homme de 27 ans, un homme de 40 ans et une femme de 33 ans, employés chez Webasto. Ils sont hospitalisés à Schwabing.
Le 30 janvier, un homme de Siegsdorf de la même compagnie est testé positif.
Le 31 janvier et le 3 février respectivement, ses deux enfants sont testés positifs au SARS-CoV-2. Sa femme est aussi testée positive le 6 février. Un employé de 52 ans de Webasto habitant à Fürstenfeldbruck est déclaré positif.
Le 1er février, un employé de 33 ans de Webasto demeurant à Munich est testé positif, suivi d'un autre collègue le 3 février. Le 7 février, l'épouse d'un employé de cette même compagnie déjà malade l'est à son tour. Le 11 février, un employé de 49 ans de Webasto est à son tour positif ainsi qu'un membre de la famille d'un autre diagnostiqué de Webasto.

#### Évacués de Wuhan
Le 1er février, environ 90 citoyens allemands sont évacués de Wuhan par voie aérienne par le gouvernement. Ils sont mis en quarantaine à leur arrivée, dans le land de Rhénanie-Palatinat à Germersheim pendant quatorze jours. Le 2 février, deux d'entre eux sont déclarés positifs et sont placés à l'isolement à l'hôpital universitaire de Francfort-sur-le-Main.

#### Chronologie à partir de mars
- 1er mars :
  - Berlin : le premier cas de l'État de Berlin est déclaré le dimanche 1er mars 2020[26] ;
  - Hesse : quatre nouveaux cas sont signalés ; il s'agit de trois personnes de Francfort et d'une personne de Groß-Gerau, qui sont toutes liées au foyer de contagion de Gießen[27] ;
  - Rhénanie-du-Nord-Westphalie : trois personnes sont infectées à Aix-la-Chapelle et dans la proche Würselen, ainsi qu'une personne à Münster[28]. Un premier cas est signalé dans l'arrondissement de Rhin-Berg[29].
- 2 mars : l'Allemagne déclare 157 cas, soit 40 cas de plus que la veille.
- 9 mars : l'Allemagne enregistre deux premiers décès par le nouveau coronavirus : une femme de 89 ans à Essen, en Rhénanie-du-Nord-Westphalie, et une personne à Heinsberg, ville devenue depuis plusieurs semaines un des principaux foyers d'infection dans le pays[30].
- 27 mars : 42 288 contaminés et 253 morts.

### 2021
Le 5 novembre la pandémie reprend avec 37 120 cas déclarés en 24 heures, selon l’institut de veille sanitaire Robert Koch (RKI). Une charge massive dans les hôpitaux est observée en Thuringe et en Saxe, deux régions particulièrement touchées. Alors que le taux de vaccination en Allemagne reste inférieur à celui des autres pays développés, le pays atteint à la mi-novembre un taux record de nouvelles infections quotidiennes.
Le 25 novembre, la barre des 100 000 décès dus au COVID-19 est franchie.
Début décembre, l'Allemagne durcit les restrictions pour les personnes non vaccinées en leur imposant un quasi confinement, « sans accès aux commerces non-essentiels, restaurants, lieux de culture ou de loisirs ».

## Chronologie dans les Länder

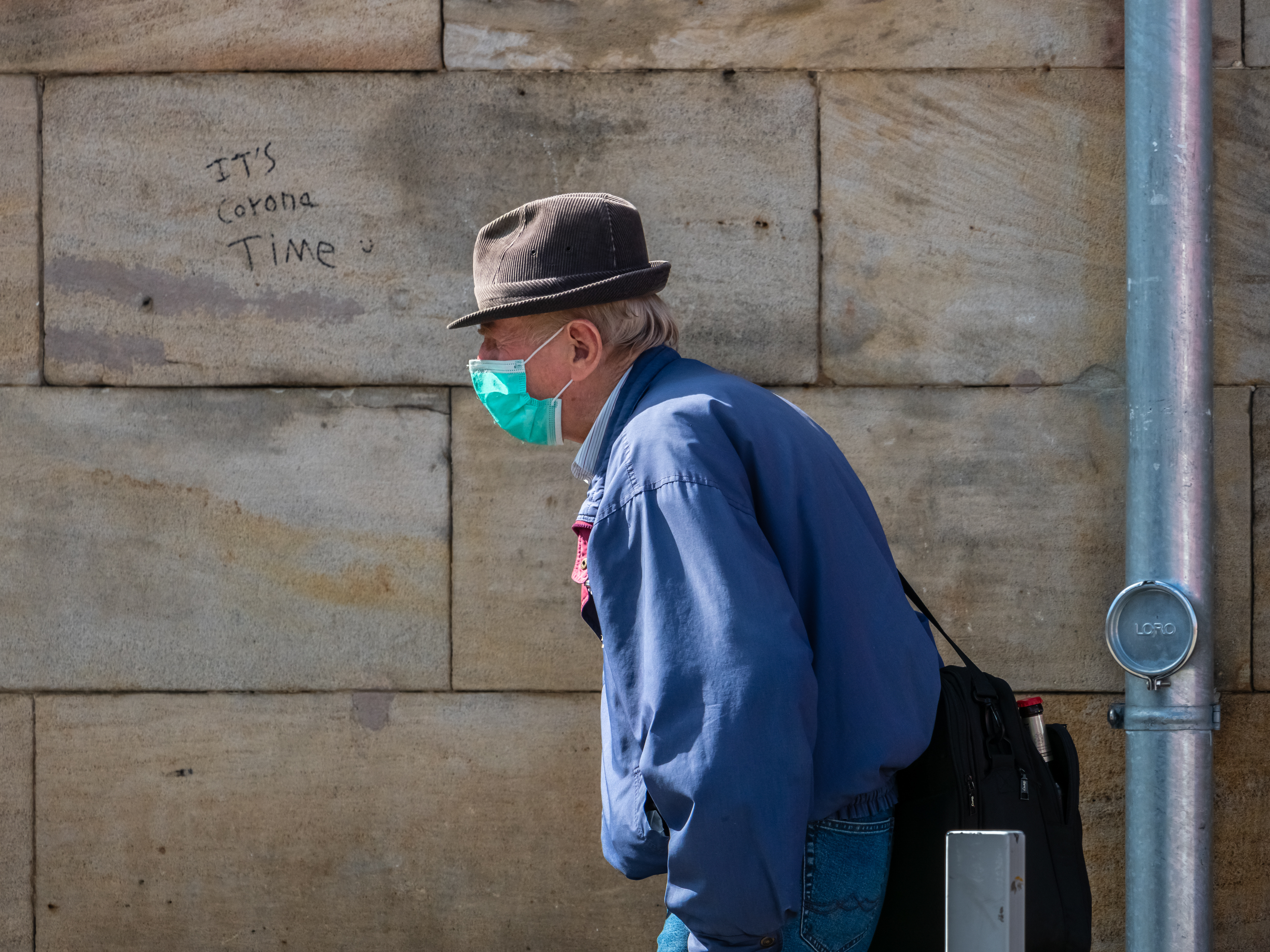
Homme portant un masque à Bamberg, Bavière, lors de la pandémie en Allemagne. Mai 2020.

### Bade-Wurtemberg
Le 25 février, un jeune homme de 25 ans de Göppingen (Bade-Wurtemberg), de retour de Milan, est déclaré positif et soigné à la clinique d'Eichert. Le lendemain, trois nouveaux cas sont confirmés positifs dans le Bade-Wurtemberg : la fiancée de 24 ans du jeune homme et le père de 60 ans du jeune homme, médecin-chef de l'hôpital universitaire de Tübingen où ils sont admis,. Un homme de 32 ans de Rottweil, qui s'était rendu avec sa famille à Codogno (un des principaux foyers de l'épidémie en Lombardie) le 23 février, est testé positif et hospitalisé.

### Hesse
Thomas Schäfer, ministre des Finances de Hesse, se donne la mort le 28 mars 2020, dans un état de désespoir à cause de la crise du Covid-19,.

## Statistiques

### Statistiques générales
| Cas de COVID-19 en Allemagne (augmentation hebdomadaire en %) | Cas de COVID-19 en Allemagne (augmentation hebdomadaire en %) | Cas de COVID-19 en Allemagne (augmentation hebdomadaire en %) | Cas de COVID-19 en Allemagne (augmentation hebdomadaire en %) | Cas de COVID-19 en Allemagne (augmentation hebdomadaire en %) |
| --- | ------------------------------------------------------------- | ------------------------------------------------------------- | ------------------------------------------------------------- | ------------------------------------------------------------- |
| Décès Cas rétablis Autres cas Février Février Mars Mars Avril Avril Mai Mai Juin Juin Juillet Juillet Aout Aout Septembre Septembre Octobre Octobre Novembre Novembre Décembre Décembre Janvier Janvier Février Février                                                                                            |                                                               |                                                               |                                                               |                                                               |
| Date |                                                               |                                                               | Cas confirmés                                                 |                                                               |
| 24 février 2020 | 24 février 2020                                               |                                                               | 16 (n.a.)                                                     | 16 (n.a.)                                                     |
| 2 mars 2020 | 2 mars 2020                                                   |                                                               | 151 (+843%)                                                   | 151 (+843%)                                                   |
| 9 mars 2020 | 2†                                                            |                                                               | 1 132 (+650%)                                                 | 1 132 (+650%)                                                 |
| 16 mars 2020 | 12†                                                           |                                                               | 7 156 (+532%)                                                 | 7 156 (+532%)                                                 |
| Mardi 17 mars 2020 : début du confinement |                                                               |                                                               |                                                               |                                                               |
| 23 mars 2020 | 86†                                                           |                                                               | 22 672 (+217%)                                                | 22 672 (+217%)                                                |
| 30 mars 2020 | 455†                                                          |                                                               | 57 298 (+153%)                                                | 57 298 (+153%)                                                |
| 6 avril 2020 | 1434†                                                         |                                                               | 95 391 (+66%)                                                 | 95 391 (+66%)                                                 |
| 13 avril 2020 | 2799†                                                         |                                                               | 123 016 (+29%)                                                | 123 016 (+29%)                                                |
| Samedi 20 avril 2020 : début du déconfinement |                                                               |                                                               |                                                               |                                                               |
| 20 avril 2020 | 4404†                                                         |                                                               | 141 672 (+15%)                                                | 141 672 (+15%)                                                |
| 27 avril 2020 | 5750†                                                         |                                                               | 155 193 (+10%)                                                | 155 193 (+10%)                                                |
| 4 mai 2020 | 6692†                                                         |                                                               | 163 175 (+5%)                                                 | 163 175 (+5%)                                                 |
| 11 mai 2020 | 7417†                                                         |                                                               | 169 575 (+4%)                                                 | 169 575 (+4%)                                                 |
| 18 mai 2020 | 7935†                                                         |                                                               | 174 697 (+3%)                                                 | 174 697 (+3%)                                                 |
| 25 mai 2020 | 8257†                                                         |                                                               | 178 570 (+2%)                                                 | 178 570 (+2%)                                                 |
| 1er juin 2020 | 8511†                                                         |                                                               | 181 815 (+2%)                                                 | 181 815 (+2%)                                                 |
| 8 juin 2020 | 8674†                                                         |                                                               | 184 193 (+1%)                                                 | 184 193 (+1%)                                                 |
| 15 juin 2020 | 8791†                                                         |                                                               | 186 461 (+1%)                                                 | 186 461 (+1%)                                                 |
| 22 juin 2020 | 8885†                                                         |                                                               | 190 359 (+2%)                                                 | 190 359 (+2%)                                                 |
| 29 juin 2020 | 8961†                                                         |                                                               | 193 761 (+2%)                                                 | 193 761 (+2%)                                                 |
| 6 juillet 2020 | 9016†                                                         |                                                               | 196 554 (+1%)                                                 | 196 554 (+1%)                                                 |
| 13 juillet 2020 | 9064†                                                         |                                                               | 198 963 (+1%)                                                 | 198 963 (+1%)                                                 |
| 20 juillet 2020 | 9086†                                                         |                                                               | 201 823 (+1%)                                                 | 201 823 (+1%)                                                 |
| 27 juillet 2020 | 9118†                                                         |                                                               | 205 609 (+2%)                                                 | 205 609 (+2%)                                                 |
| 3 août 2020 | 9148†                                                         |                                                               | 210 402 (+2%)                                                 | 210 402 (+2%)                                                 |
| 10 août 2020 | 9197†                                                         |                                                               | 216 327 (+3%)                                                 | 216 327 (+3%)                                                 |
| 17 août 2020 | 9232†                                                         |                                                               | 224 014 (+4%)                                                 | 224 014 (+4%)                                                 |
| 24 août 2020 | 9272†                                                         |                                                               | 233 575 (+4%)                                                 | 233 575 (+4%)                                                 |
| 31 août 2020 | 9298†                                                         |                                                               | 242 381 (+4%)                                                 | 242 381 (+4%)                                                 |
| 7 septembre 2020 | 9325†                                                         |                                                               | 250 799 (+3%)                                                 | 250 799 (+3%)                                                 |
| 14 septembre 2020 | 9350†                                                         |                                                               | 260 355 (+4%)                                                 | 260 355 (+4%)                                                 |
| 21 septembre 2020 | 9386†                                                         |                                                               | 272 337 (+5%)                                                 | 272 337 (+5%)                                                 |
| 28 septembre 2020 | 9460†                                                         |                                                               | 285 532 (+5%)                                                 | 285 532 (+5%)                                                 |
| 5 octobre 2020 | 9534†                                                         |                                                               | 300 619 (+5%)                                                 | 300 619 (+5%)                                                 |
| 12 octobre 2020 | 9621†                                                         |                                                               | 325 331 (+8%)                                                 | 325 331 (+8%)                                                 |
| 19 octobre 2020 | 9789†                                                         |                                                               | 366 299 (+13%)                                                | 366 299 (+13%)                                                |
| 26 octobre 2020 | 10056†                                                        |                                                               | 437 866 (+19%)                                                | 437 866 (+19%)                                                |
| Lundi 2 novembre 2020 : reconfinement partiel |                                                               |                                                               |                                                               |                                                               |
| 2 novembre 2020 | 10530†                                                        |                                                               | 545 027 (+24%)                                                | 545 027 (+24%)                                                |
| 9 novembre 2020 | 11352†                                                        |                                                               | 671 868 (+23%)                                                | 671 868 (+23%)                                                |
| 16 novembre 2020 | 12547†                                                        |                                                               | 801 327 (+19%)                                                | 801 327 (+19%)                                                |
| 23 novembre 2020 | 14112†                                                        |                                                               | 929 133 (+16%)                                                | 929 133 (+16%)                                                |
| 30 novembre 2020 | 16248†                                                        |                                                               | 1 053 869 (+13%)                                              | 1 053 869 (+13%)                                              |
| 7 décembre 2020 | 18919†                                                        |                                                               | 1 183 655 (+12%)                                              | 1 183 655 (+12%)                                              |
| 14 décembre 2020 | 21975†                                                        |                                                               | 1 337 078 (+13%)                                              | 1 337 078 (+13%)                                              |
| Mercredi 16 décembre 2020 : renforcement du confinement |                                                               |                                                               |                                                               |                                                               |
| 21 décembre 2020 | 26275†                                                        |                                                               | 1 510 652 (+13%)                                              | 1 510 652 (+13%)                                              |
| 28 décembre 2020 | 30126†                                                        |                                                               | 1 651 834 (+9%)                                               | 1 651 834 (+9%)                                               |
| 4 janvier 2021 | 34574†                                                        |                                                               | 1 775 513 (+8%)                                               | 1 775 513 (+8%)                                               |
| 11 janvier 2021 | 40686†                                                        |                                                               | 1 921 024 (+8%)                                               | 1 921 024 (+8%)                                               |
| 18 janvier 2021 | 46633†                                                        |                                                               | 2 040 659 (+6%)                                               | 2 040 659 (+6%)                                               |
| 25 janvier 2021 | 52087†                                                        |                                                               | 2 141 665 (+5%)                                               | 2 141 665 (+5%)                                               |
| 1er février 2021 | 57120†                                                        |                                                               | 2 222 146 (+4%)                                               | 2 222 146 (+4%)                                               |
| 8 février 2021 | 61675†                                                        |                                                               | 2 288 545 (+3%)                                               | 2 288 545 (+3%)                                               |
| 15 février 2021 | 65076†                                                        |                                                               | 2 338 987 (+2%)                                               | 2 338 987 (+2%)                                               |
| 22 février 2021 | 67903†                                                        |                                                               | 2 390 928 (+2%)                                               | 2 390 928 (+2%)                                               |
| 1er mars 2021 | 70105†                                                        |                                                               | 2 447 068 (+2%)                                               | 2 447 068 (+2%)                                               |
| 8 mars 2021 | 71934†                                                        |                                                               | 2 505 193 (+2%)                                               | 2 505 193 (+2%)                                               |
| 15 mars 2021 | 73418†                                                        |                                                               | 2 575 849 (+3%)                                               | 2 575 849 (+3%)                                               |
| 22 mars 2021 | 74714†                                                        |                                                               | 2 667 225 (+4%)                                               | 2 667 225 (+4%)                                               |
| 29 mars 2021 | 75913†                                                        |                                                               | 2 782 273 (+4%)                                               | 2 782 273 (+4%)                                               |
| 5 mars 2021 | 77013†                                                        |                                                               | 2 893 883 (+4%)                                               | 2 893 883 (+4%)                                               |
| 12 avril 2021 | 78452†                                                        |                                                               | 3 011 513 (+4%)                                               | 3 011 513 (+4%)                                               |
| 19 avril 2021 | 80006†                                                        |                                                               | 3 153 699 (+5%)                                               | 3 153 699 (+5%)                                               |
| Samedi 22 avril 2021 : instauration partielle de couvre-feu 22h-5h, assoupli début mai pour les personnes vaccinées |                                                               |                                                               |                                                               |                                                               |
| 26 avril 2021 | 81624†                                                        |                                                               | 3 299 325 (+5%)                                               | 3 299 325 (+5%)                                               |
| 3 mai 2021 | 83276†                                                        |                                                               | 3 425 982 (+4%)                                               | 3 425 982 (+4%)                                               |
| 10 mai 2021 | 84829†                                                        |                                                               | 3 527 251 (+3%)                                               | 3 527 251 (+3%)                                               |
| 17 mai 2021 | 86160†                                                        |                                                               | 3 598 846 (+2%)                                               | 3 598 846 (+2%)                                               |
| 24 mai 2021 | 87423†                                                        |                                                               | 3 651 640 (+1%)                                               | 3 651 640 (+1%)                                               |
| 31 mai 2021 | 88442†                                                        |                                                               | 3 681 126 (+1%)                                               | 3 681 126 (+1%)                                               |
| 7 juin 2021 | 89244†                                                        |                                                               | 3 701 484 (+1%)                                               | 3 701 484 (+1%)                                               |
| 14 juin 2021 | 89844†                                                        |                                                               | 3 715 518 (+0%)                                               | 3 715 518 (+0%)                                               |
| 21 juin 2021 | 90395†                                                        |                                                               | 3 722 327 (+0%)                                               | 3 722 327 (+0%)                                               |
| 28 juin 2021 | 90762†                                                        |                                                               | 3 726 929 (+0%)                                               | 3 726 929 (+0%)                                               |
| 5 juillet 2021 | 91031†                                                        |                                                               | 3 731 124 (+0%)                                               | 3 731 124 (+0%)                                               |
| 12 juillet 2021 | 91233†                                                        |                                                               | 3 736 489 (+0%)                                               | 3 736 489 (+0%)                                               |
| 19 juillet 2021 | 91363†                                                        |                                                               | 3 745 227 (+0%)                                               | 3 745 227 (+0%)                                               |
| 26 juillet 2021 | 91527†                                                        |                                                               | 3 756 856 (+0%)                                               | 3 756 856 (+0%)                                               |
| 2 août 2021 | 91660†                                                        |                                                               | 3 772 109 (+0%)                                               | 3 772 109 (+0%)                                               |
| 9 août 2021 | 91784†                                                        |                                                               | 3 791 949 (+1%)                                               | 3 791 949 (+1%)                                               |
| 16 août 2021 | 91871†                                                        |                                                               | 3 823 139 (+1%)                                               | 3 823 139 (+1%)                                               |
| - Sources : * Institut Robert-Koch () et autorités sanitaires * Nombre total de cas : morts, guéris et malades ; augmentation hebdomadaire en pourcentage. ** Nombre de guérisons communiqué à nouveau à partir du 17 mars 2020 † Nombre de morts. Données journalières : Modèle:Coronavirus/Graph/Allemagne v · m |                                                               |                                                               |                                                               |                                                               |

Cumul nombre de cas positifs en Allemagne
d’après les données de l’Institut Robert-Koch (RKI) 
Pour des raisons techniques, il est temporairement impossible d'afficher le graphique qui aurait dû être présenté ici.

Nombre de nouveaux cas positifs par jour en Allemagne
d’après les données de l’Institut Robert-Koch (RKI) 
Pour des raisons techniques, il est temporairement impossible d'afficher le graphique qui aurait dû être présenté ici.

Nombre de décès cumulés en Allemagne
selon les données des administrations de santé régionales
Pour des raisons techniques, il est temporairement impossible d'afficher le graphique qui aurait dû être présenté ici.

Nouveaux décès quotidiens en Allemagne
selon les données des administrations de santé régionales
Pour des raisons techniques, il est temporairement impossible d'afficher le graphique qui aurait dû être présenté ici.

### Statistiques par tranches d'âge et sexe
Le recensement des cas uniquement après confirmation diagnostique en laboratoire et la sous estimation très probables de la maladie chez les personnes âgées (voir Explication des taux inférieurs) induit une représentation plus forte  de la tranche d'âge des moins de 60 ans. Une comparaison de la mortalité aux 28e et 45e jours de l'épidémie fait apparaître que la part des plus de 90 ans est passée de 13 % à 18 % de la mortalité due à la Covid-19. Cela revient à une augmentation de la publication des décès féminins, qui diminue au passage fortement les écarts affichés de mortalité entre hommes et femmes, avec un sex-ratio passant de 1,7 à 1,4 (soit 58 % de décès masculins et 42 % de décès féminins).

## Comparaisons européennes

### Taux de mortalité par habitant
Le taux de mortalité par habitant/région — Länder — en Allemagne se situe entre ceux d'Europe de l'Est et d'Europe de l'Ouest. Les régions de l'ancienne  RDA sont trois fois moins touchées que celle de l'ancienne RFA.
| Périmètre           | Nombre de régions       | Morts au 20 mai (RKI) | Population (2011)   | Morts par million d'habitants (calcul) | Densité (2011) |
| ------------------- | ----------------------- | --------------------- | ------------------- | -------------------------------------- | -------------- |
| Ancienne RFA        |                         | 7 518 (93 % environ)  | 67,7 (84 % environ) | 111                                    |                |
| Ancienne RDA        | (5 régions sans Berlin) | 572 (7 % environ)     | 12,5 (16 % environ) | 46                                     | 116            |
| Allemagne réunifiée | toutes les régions      | 8 090                 | 80,2                | 101                                    | 225            |

Au 13 mai, l'ancienne l'Allemagne de l'Ouest — avec plus de 100 tués par millions d'habitants — reste moins mortellement affectée que le Portugal (121) ou le Luxembourg (179), mais plus que le Danemark (95), l'Autriche (71) ou la Grèce (19).
L'ancienne Allemagne de l'Est  — avec environ 46 décès par millions d'habitants — est moins affectée que le Danemark ou l'Autriche, la Grèce ou l'Islande, avec des taux avoisinant ceux de Roumanie (58), Finlande (54), Slovénie (50), Estonie (49), Hongrie (48).

### Faible mortalité
L'Allemagne connaît à la fois un faible taux de mortalité et un faible taux de létalité apparente parmi les  personnes testées positives au  coronavirus, comparativement aux autres pays d'Europe de l'Ouest comme la France,. Malgré un grand nombre de malades, on constate un taux de mortalité extrêmement bas.
Le taux de létalité apparente  (décès/cas testés positifs) est de l’ordre de 4 % au 27 avril 2020, largement inférieur à celui de plusieurs pays voisins, de l’ordre de 13 % en Italie, et de 18 % en France qui n'a testé que les cas graves. Il est comparable à celui des pays ayant choisi une politique de tests plus systématiques comme l'Islande, la Corée du Sud, la Norvège, la Russie, Taïwan, etc., ainsi que des pays qui se sont basés sur des critères simplement  cliniques  comme la Grèce ou le Portugal.
Le taux de mortalité (nombre de morts dus à la Covid-19 rapporté au nombre d’habitants) est  un autre indicateur montrant l’impact de la pandémie pour chaque région ou pays concerné. Ce dernier taux  est  indépendant des stratégies nationales de test  ce qui en fait un indicateur plus pertinent pour des comparaisons interrégionales voire internationales, mais, comme le taux de létalité, il dépend des stratégies de diagnostic post-mortem. Il reflète néanmoins l'importance de l'expansion de l'épidémie dans la région ou le pays étudié.
Le taux de mortalité par sa meilleure précision — corrélé à la population infectée, symptomatique ou non[pas clair] — est un  témoin de l’expansion de l'épidémie.
En considérant un taux moyen de létalité réelle (décès/ ensemble des cas, symptomatiques ou non) de 1%, haut de la fourchette des études internationales, non spécifiques à l'Allemagne il est vrai ,,,, , la part de la population infectée peut être estimée à  0,11 % de la population au Mecklembourg, 0,5 % à Berlin mais 1,5% en Bavière et  1,35 % en Sarre ; il faut mentionner ici  le résultat préliminaire du 9 avril de l'University Hospital de Bonn concernant le cluster de Gangelt, district de Cologne.

#### Explication des taux inférieurs
Cinq hypothèses ont été envisagées pour expliquer une moindre mortalité.
- Tester massivement permet de détecter des porteurs sains et de ce fait réduit arithmétiquement le taux de létalité apparente :
Selon la Fédération allemande des médecins conventionnés, 35 000 personnes ont été testées dans la semaine du 2 mars, alors qu’aucun mort n’avait encore été répertorié dans le pays, et 100 000 la semaine suivante, au cours de laquelle ont été enregistrés les premiers décès[54]. En Allemagne, au 20 mars 2020, la capacité de tests était de 12 000 par jour, et la politique consiste à faire des tests précoces, permettant ainsi de repérer des porteurs sains. L'Allemagne effectue 500 000 tests par semaine[55] En France, à la même date, elle est de 2 500 tests par jour[56]. La France qui, selon un tweet du gouvernement, a choisi de limiter les tests aux malades déjà dans un état grave, dans le but d'assurer « une meilleure prise en charge des patients » n'est capable de tester que 4 000 personnes par jour au 22 mars, « ce qui explique en partie que le nombre de cas de contaminations à la Covid-19 soit sous-estimé » dans ce pays[57] ;
- Une détection précoce  a permis en isolant davantage, de limiter l'avancée de l'épidémie : 
 L’Allemagne a réalisé un plus grand nombre de tests que d'autres pays européens, ce qui lui a permis de détecter précocement les porteurs de virus. La prise en charge a pu  débuter plus précocement alors que la maladie était encore en phase ascendante, sans attendre d’être en phase sévère ou grave. Le  fait de pratiquer une détection massive accroît le nombre de cas découverts y compris en phase asymptomatique, permet de les isoler ainsi que leurs contacts et donc limite la propagation de la maladie[58]. Cette limitation de l'épidémie  a permis de réduire l'afflux dans les  hôpitaux, contrairement aux hôpitaux italiens, espagnols et français qui, dans certaines régions, ont pu être surchargés  par le nombre  de patients dans  un état critique, et ont pu être amenés à  discuter, plus qu'ailleurs, les indications de l'accès aux réanimations[59].
- Des capacités importantes en soins intensifs auraient permis de mieux faire face à l'afflux de patients, et ainsi  de pouvoir réduire le taux réel de létalité :
 L'Allemagne aurait disposé au 20 mars 2020 de 25 000 lits en soins intensifs, contre seulement 7 000 lits de réanimation environ en France et 5 000 en Italie[56]. Selon une étude de 2012, cela correspond à 29,2 lits en soins intensifs pour 100 000 habitants pour l’Allemagne ce qui la plaçait en tête des pays européens et à 11,6 lits en soins intensifs pour 100 000 habitants pour la France ce qui la place dans la moyenne des pays européens[60]. Milieu avril, l’Allemagne, après avoir rapidement augmenté sa capacité, serait dotée de 40 000 lits en réanimation dont 30 000 équipés de respirateurs, alors que la France passait à 14 000 lits dans les services de réanimation[61]. D'autres sources nuancent la comparaison : seul un ensemble de 18 000 lits comptant réanimations et services de soins continus serait réellement opérationnel en Allemagne, contre environ 16 000 lits disponibles en France selon les mêmes définitions[62].
- La détection massive ne se limite pas aux cas à risques  ou graves :
L'âge des personnes contaminées. Le président de l'Institut Robert-Koch (IRK) a en effet expliqué en mars 2020 : « En Allemagne, plus de 70 % des personnes qui ont été identifiées comme infectées jusqu'à présent ont entre 20 et 50 ans ». Donc de fait, une population en meilleure santé et à moindre risque. Cependant, la population allemande est composée à 25% de plus de 60 ans, ce qui laisse craindre une hausse des décès à venir[63].
- Les critères de recensement minorent le taux de mortalité :
L'absence de test post-mortem en Allemagne peut être un biais dans l'explication du faible taux de mortalité imputable à la Covid-19 (seules sont affichés comme décédées de Covid-19 les personnes ayant fait l'objet d'une confirmation diagnostique en laboratoire[64]). Cependant, le président de l'Institut Robert-Koch justifie cette position auprès de l'AFP : « Nous ne considérons pas que les tests post-mortem soient un facteur décisif. Nous partons du principe que les patients sont diagnostiqués avant de mourir ». Ces tests sont effectués dans les autres pays européens tels que la France (en EHPAD) ou l'Italie, sur des personnes décédées non préalablement diagnostiquées positives, partant du principe que l'ensemble de la population n'a pas pu être testée. Ainsi, en Allemagne, lorsqu'une personne décède en quarantaine à domicile et non pas à l'hôpital, il y a de fortes chances que son cas n'entre pas dans les statistiques. Ce qui surprend des experts tels que Giovanni Maga, directeur de l'Institut de génétique moléculaire du Conseil national de la recherche de Pavie (Italie)[63],[50].

## Thérapies
Dès le mois de mars 2020, l'Institut de médecine tropicale de l’hôpital universitaire de Tübingen lance plusieurs études pour chercher une thérapie adaptée au nouveau virus.

### Hydroxychloroquine
Selon le ministère fédéral de la Santé «en principe, les médecins peuvent décider d’utiliser l’hydroxychloroquine pour les patients atteints de Covid-19 (liberté de thérapie). Un médecin doit suivre les recommandations d’utilisation» établies par l’Institut fédéral des médicaments et des dispositifs médicaux (BFARM).
En mai-juin 2020, l’hôpital universitaire de Tübingen, en partenariat avec l’hôpital universitaire de Hambourg-Eppendorf, "mène deux études cliniques afin de savoir si l’hydroxychloroquine peut venir à bout du coronavirus, en s’appuyant sur un protocole rigoureux pour ne pas mettre en danger les patients".
Le 25 septembre 2020 Der Spiegel déclare que les médecins allemands ont prescrit largement les antipaludéens contre la Covid-19.

### Artemisia annua
L'Institut Max-Planck de recherche sur les colloïdes et interfaces de Potsdam annonce, le mercredi 24 juin 2020, que des extraits d'Artemisia annua (Armoise annuelle) séchée se sont révélés efficaces, en laboratoire, pour lutter contre le virus Covid19,,.

### Vaccin
L'Allemagne mise sur le vaccin que la société BioNTech met au point.
Dès janvier 2020, l’entreprise, spécialisée dans les thérapies individualisées contre le cancer, travaille « sur plusieurs vaccins à ARN-messager et signé en mars un accord de partenariat avec l’américain Pfizer afin de démultiplier ses capacités de développement ».
La campagne de vaccination commence le 27 décembre 2020 avec l'ouverture de quelque 400 centres de vaccination géants. Outre des problèmes logistiques concernant l’acheminement des doses, ces centres sont exposés au manque de personnel soignant. Des parlementaires du SPD, parti siégeant pourtant au gouvernement aux côtés de la CDU, ont ainsi dénoncé un « un chaos vaccinal » dû à des problèmes structurels, les collectivités étant incité à accentuer l’austérité plutôt que d’investir dans la formation de personnel soignant.
En juillet 2021, le ministre de la Santé, Jens Spahn déclare que 35,4 millions de personnes (42,6 %) sont entièrement vaccinées en Allemagne, et 48,6 millions (58,5 %) ont reçu une dose. En Allemagne la vaccination des soignants n'est pas obligatoire .
À la suite de la forte reprise en novembre 2021, le gouvernement allemand et les régions plaident pour une généralisation de la troisième dose de vaccin anti-Covid et envisagent « d'instaurer l'obligation vaccinale, contre le COVID-19, pour les personnels soignants, les personnels des résidences pour personnes âgées et d'autres professions médicales ».
En avril 2022, le gouvernement d'Olaf Scholz, partisan de la vaccination obligatoire, échoue à faire voter par les députés une obligation vaccinale contre le virus, en dépit que la proposition de loi ait été auparavant vidée en partie de sa substance, avec une obligation réservée aux seuls plus de 60 ans.

## Mesures sociales

### Janvier 2020
Le 22 janvier 2020, le gouvernement allemand considère que l'expansion de la Covid-19 ne constitue qu'un « risque sanitaire très faible » pour la population allemande et que ce virus en général est « beaucoup moins dangereux » que celui du SRAS. Des recommandations spéciales pour les voyageurs sont même considérées comme inutiles.
Le 27 janvier, après les premiers cas constatés en Allemagne, le gouvernement considère toujours que la probabilité de propagation de la maladie est « très faible ». Au cas où certaines personnes voyaient leur condition empirer, les autorités déclarent qu'elles sont capables de faire face à ces situations individuelles.
Au cours d'une conférence de presse du 28 janvier, le ministre fédéral de la Santé, Jens Spahn, déclare qu'il ne s'inquiète que des théories du complot qui circulent sur internet, et que le gouvernement est mobilisé contre ce problème. Des lignes d'appels gratuits sont mises en place pour calmer les personnes qui se posent des questions. Néanmoins lorsqu'un cas est suspecté dans un avion de la Lufthansa, et que la compagnie suspend ses vols en direction de Chine,, des doutes commencent à apparaître par rapport à l'attitude du gouvernement.
Le 29 janvier, des rapports font cas du manque de masques en Allemagne. Les chefs de bord d'avions de ligne faisant la liaison avec la Chine reçoivent l'ordre de faire remplir un certificat médical à leurs passagers. Cependant, le gouvernement reste optimiste étant d'avis que la situation chinoise ne peut se développer en Allemagne.
Le 30 janvier, un spécialiste de virologie s'exprime à la télévision nationale déclarant que le fait que le gouvernement qualifie la grippe de 2018 comme plus dangereuse que la maladie au nouveau coronavirus, comme une prise de position négligente cherchant à minimiser le danger réel.

### Février 2020
Le 24 février 2020, la Light + Building Trade Fair de Francfort-sur-le-Main est reportée à septembre.
Le 26 février, l'arrondissement de Heinsberg ferme ses établissements scolaires, les piscines, bibliothèques publiques et la mairie de Heinsberg jusqu'au 2 mars. Le FC Wegberg-Beeck est  annulé,.
Le tournoi international de l'open YONEX de Mülheim est annulé. L'aéroport militaire de Cologne-Wahn est fermé jusqu'à nouvel ordre,.
Le 28 février, le salon international du tourisme de Berlin est annulé. Heinsberg repousse la fermeture des établissements scolaires et des établissements publics jusqu'au 6 mars. Les autorités imposent la quarantaine pour toute personne ayant été en contact avec des personnes infectées et pour toute personne présentant des symptômes grippaux.
Le 29 février, le salon ProWein de Düsseldorf est annulé.
La Lufthansa limite ses vols court et moyen courrier à 25 %, et annule de nombreux vols long courrier.

### Mars 2020

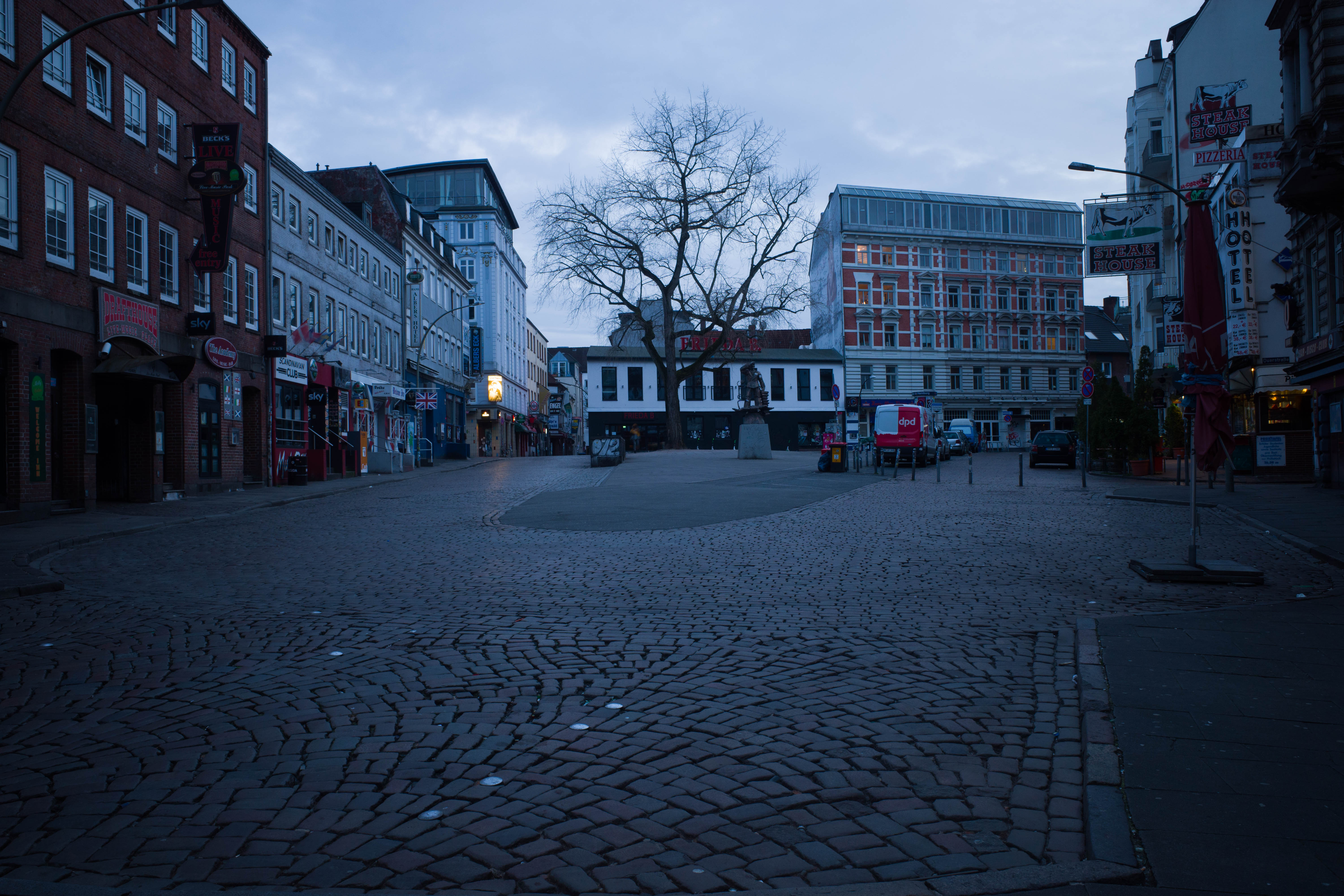
Hambourg, place Hans-Albers désertée le 16 mars.

Le 11 mars, Angela Merkel s'exprime enfin pour la première fois devant la presse au sujet de cette épidémie. Elle explique que « mettre fin à sa propagation passait « en premier », avant le respect des règles budgétaires. » Elle ajoute que « 60 % à 70 % de la population allemande pourrait être infectée en Allemagne ».

#### Confinement
Un revirement d'ampleur commence à se faire jour lorsque le 12 mars le ministre de la Santé préconise l'interdiction des rassemblements de plus de 1 000 personnes, ce qui n'était simplement que conseillé depuis le 8 mars
Le 13 mars, 11 des 16 Länder allemands (dont la Rhénanie du Nord-Westphalie la plus touchée avec ses dix-huit millions d'habitants) décident de fermer tous leurs établissements scolaires et universités à partir du lundi 16 mars.
Le 16 mars, l'État de Bavière déclare l'état d'urgence pour 14 jours et impose des mesures pour limiter les déplacements et fournir des fonds pour les besoins de la médecine. Le ministre président de Bavière, Markus Söder, ordonne la fermeture de tous les lieux sportifs et de loisir à partir du 17 mars. Les restaurants doivent fermer à 3 h de l'après-midi et les distances sont établies à 1,50 m avec moins de trente clients. Les supermarchés, les pharmacies, les banques, les animaleries, et autres commerces essentiels peuvent ouvrir le dimanche alors que tous les autres commerces doivent fermer immédiatement. Après des manifestations de colère du public concernant la permission des autorités de laisser atterrir des avions de ligne en provenance d'Iran, sans aucun contrôle sanitaire ni aucune quarantaine, le ministère fédéral des transports prend enfin la décision d'interdire les vols en provenance d'Iran et de Chine,. Des scientifiques italiens, dont le virologiste Roberto Burioni, avertissent l'Allemagne du fait qu'elle sous-estime le danger ; le directeur de l'Eurac Research (en) déclare que l'Allemagne doit sans délai mettre en place un confinement total sous peine d'explosion incontrôlable des cas. Dans la soirée, Mme Merkel annonce des mesures similaires à celles de la Bavière pour tout le pays, en accord avec les Länder et la coalition au pouvoir. Cela comprend aussi l'interdiction de voyager en autocar, l'interdiction de toutes les cérémonies religieuses, de toutes les manifestations sportives. La chancelière et son gouvernement insistent toutefois pour déclarer qu'il ne s'agit pas d'un confinement.

#### Tests
Le 17 mars, l'institut Robert-Koch élève enfin la menace sanitaire pour la Covid-19 en Allemagne à  « risque élevé ». La limitation du nombre de tests et le délai des résultats obtenus en trois ou quatre jours signifient que le nombre de cas confirmés est très inférieur aux cas réels. Les agences pour l'emploi rapportent une multiplication par dix des appels et doivent restreindre les sanctions. Berlin annonce un plan de construction d'un hôpital de campagne par la Bundeswehr pour mille lits pour les patients atteints de la maladie à coronavirus 19. Les autorités fédérales et des États s'accordent pour un nouveau plan d'urgence pour les hôpitaux prévoyant le doublement des capacités actuelles de 28 000 lits de soins intensifs, dont 25 000 sont équipés d'appareils respiratoires. Après qu'un homme est testé positif dans un centre d'accueil de migrants de Suhl, la quarantaine qui suit provoque une mutinerie et des tentatives d'évasion. Une opération du SEK avec des tanks et deux cents membres des forces de l'ordre calme la situation,. Le ministre de l'intérieur de Basse-Saxe demande la pénalisation des fausses informations pour éviter la panique. La chancelière Angela Merkel annonce que l'Allemagne et les autres pays de l'Union européenne interdisent leur espace aux personnes extérieures à l'UE et que la commission va commencer à réfléchir à des actions communes en matière sanitaire.
Le 18 mars, l'Allemagne renforce ses restrictions de voyage vis-à-vis des citoyens d'Italie, de Suisse, du Danemark, du Luxembourg et d'Espagne qui ne peuvent plus entrer en Allemagne par voie aérienne ou maritime. L'Allemagne reçoit encore des vols de Chine et d'Iran malgré la déclaration du ministre des transports deux jours auparavant. Les passagers ne sont pas testés et leur température n'est pas prise en l'absence d'ordres de l'administration.
Le 19 mars, des discussions ont lieu entre les premiers ministres des Länder et Angela Merkel à propos d'un éventuel couvre-feu pour le 22 mars.

#### Couvre-feu
Le 20 mars, la Bavière est le premier État à imposer un couvre-feu (inspiré de celui en cours en Autriche voisine depuis quatre jours,,,. Le gouvernement fédéral prévoit pour le 22 mars une discussion pour décider d'un couvre-feu national, mais il fait face a l'opposition de l'Association allemande des villes et des municipalités, du maire de Berlin Michael Müller, ou du ministre-président de Thuringe, Bodo Ramelow
Annalena Baerbock, présidente des Verts, critique la mise en place du couvre-feu de Bavière qu'elle trouve contre-productive.
Le Land de Sarre ordonne aussi un couvre-feu avec quelques exceptions. Le ministre-président  Tobias Hans explique que bien qu'il aurait préféré une approche nationale, la localisation de la Sarre près de la région française du Grand Est lui a imposé une action unilatérale pour lutter contre le coronavirus.
Le 21 mars, une loi permet au gouvernement fédéral de fermer les frontières ou entre autres de réquisitionner les médecins ou les étudiants en médecine et autres personnels soignants dans l'effort contre la pandémie.
Le 22 mars, l'Allemagne interdit les rassemblements publics de plus de deux personnes. Les mesures de restriction, de contact et de réunion sont étendues à toute l'Allemagne (le sport individuel et l'exercice en plein air restent possibles dans la mesure des restrictions). Angela Merkel est placée en quarantaine à son domicile après avoir été en contact avec un médecin atteint par la maladie.
En mars 2020, Sucharit Bhakdi, professeur émérite de l’université Johannes-Gutenberg de Mayence de 1991 à 2012, connu depuis pour sa contribution à la désinformation sur la pandémie de Covid-19, adresse une lettre ouverte à la chancelière Angela Merkel à propos des conséquences socio-économiques des mesures prises contre la pandémie.

### Avril 2020
L'Allemagne prolonge ses mesures exceptionnelles jusqu'au 19 avril au moins.

#### Déconfinement
Le déconfinement est appliqué très progressivement à partir du 20 avril avec l'ouverture de certains commerces. Le port de masques est recommandé pour la population générale dans les transports en commun et les commerces.
Les mesures de confinement ont été critiquées par certains partis politiques. L'Alternative pour l'Allemagne (AfD, extrême droite) a estimé que « tous les magasins devraient être rouverts, rendez à la population sa liberté ! » Le président du parti libéral-démocrate (FDP, centre droit) Christian Lindner a déclaré « la fin de la grande unité » nationale sur le coronavirus. Son parti s'inquiète de l'impact économique sur les PME et s'en prend aux restrictions de liberté individuelle imposées par les autorités.
Fin avril, plusieurs médias français relèvent que le déconfinement progressif depuis le 20 avril pourrait contribuer à relancer l'épidémie. Mardi 28 avril l'Institut Robert Koch, souligne que le taux de reproduction du virus (dit « R0 ») en Allemagne approche l'unité (0,96) ce qui veut dire qu'une personne infectée en infecte en moyenne une autre. Or ce taux avait diminué à 0,7 incitant les autorités à commencer le déconfinement. D'après Ouest-France et d'autres médias, la chancelière allemande serait inquiète d'une réouverture trop rapide des activités non essentielles pouvant provoquer une résurgence de l'épidémie.

## Conséquences politiques et économiques

### Contrôles aux frontières
L'Allemagne prend des décisions d'urgence, le 28 février 2020, obligeant les voyageurs par air et par mer de présenter un certificat médical lorsqu'ils sont en provenance de Chine, de Corée du Sud, du Japon, d'Italie et d'Iran. Les compagnies de chemin de fer et de transport par autocars sont dans l'obligation de déclarer les voyageurs présentant des symptômes aux autorités ; en outre la police fédérale a le droit de procéder à des contrôles sanitaires et techniques dans la limite de 30 km à partir des frontières terrestres.
Le 12 mars à 17 h, les contrôles aux frontières terrestres sont rétablis entre l'Allemagne et la France du côté allemand avec un contrôle sanitaire systématique des voyageurs. Il est élargi à tous les pays frontaliers.
Le 6 avril, l’Allemagne impose une quarantaine de quatorze jours à toute personne franchissant ses frontières. Cette mesure effective au 10 avril s’applique aussi bien aux citoyens allemands qu’aux résidents des pays tiers, à l’exception des travailleurs frontaliers soumis à un contrôle sanitaire.
Le 28 février 2021, l'Allemagne a annoncé que les voyageurs de la région française du nord-est de la Moselle seraient confrontés à davantage de restrictions en raison du taux élevé de cas de coronavirus dans cette région.

### Conséquences économiques
Le projet de budget rectificatif est construit sur l'hypothèse d'une chute d'environ 5 % du produit intérieur brut.
Le 23 mars 2020, l'Allemagne annonce des mesures d'un montant de 750 milliards d'euros pour tenter d'atténuer les conséquences de la pandémie. Elle prévoit d'augmenter son endettement pour la première fois depuis 2013. Le gouvernement fédéral recapitalise des grandes entreprises comme Lufthansa et TUI Group. En juin 2020, il ouvre un fonds conjoncturel de 130 milliards d'euros et, en novembre-décembre, un plan bimensuel permettant aux entreprises d'être provisionnées à hauteur de 75% de leur chiffre d'affaires de 2019. Le versement des aides est cependant assez lent et la remise en cause du principe du « déficit zéro » suscite de vifs débats dans la classe politique allemande.
Une ordonnance fait passer à douze heures par jour la durée maximale quotidienne de travail dans des secteurs jugés stratégiques (santé, police, énergie, traitement des déchets, télécommunications, etc.).
Face à la crise économique, la question de la diminution du temps de travail s'est imposée dans le débat public. Le premier syndicat allemand, IG Metall, y est favorable et propose le passage à la semaine de quatre jours afin d'éviter une hausse du chômage. IG Metall a également demandé au gouvernement d'étendre les mesures de chômage partiel de 21 à 24 mois pour amortir les effets de la crise sur les foyers précaires[réf. souhaitée].

### Manifestations
Le 1er août 2020, à Berlin, quarante-cinq policiers ont été blessés lors des manifestations contre les mesures de lutte contre le Covid-19, où un total de 133 personnes ont été arrêtées. Des rapports ont révélé que trois policiers avaient reçu une balle dans le visage par des vitres brisées et avaient dû être hospitalisés. Environ 20 000 personnes ont participé samedi à Berlin à une manifestation hétéroclite rassemblant libres penseurs, militants antivaccins, conspirationnistes ou encore sympathisants d'extrême droite. La police a déposé une plainte contre l'organisateur de l'événement pour « non-respect des règles d'hygiène » car la majorité des manifestants ne portaient pas de masque et ne respectaient pas la distance physique légale de 1,50 mètre en Allemagne, comme ils se dirigeaient vers la porte de Brandebourg.
En janvier 2022, des manifestations comprenant des dizaines de milliers de personnes à travers l'Allemagne ont lieu contre les mesures prises par le gouvernement et l'éventualité d'une vaccination obligatoire. Selon une estimation basée sur des informations policières, le 17 janvier, ils étaient plus de 70 000 personnes à défiler dans les rues. En Thuringe, plus de 20 000 personnes ont assisté à des réunions dans de nombreux endroits. La presse note également quelques contre-manifestations dans plusieurs villes.

### Affaires de corruption
Les députés Georg Nüßlein et Nikolas Löbel, tous deux membres du groupe conservateur CDU/CSU, démissionnent en mars 2021 à la suite de révélations concernant des commissions de plusieurs centaines de milliers d’euros qu'ils auraient perçu en échange de contrats pour une entreprise fabricant des masques. Plusieurs autres responsables politiques sont mis en cause dans des affaires similaires dans les semaines qui suivent.

### Bilan provisoire: le modèle allemand et ses limites
Selon une étude publiée en septembre 2021 par l'Institut Montaigne, la crise sanitaire a montré les vertus du système allemand et certaines de ses limites. Le fait que la plupart des mesures publiques soient décidées et appliquées par les Länder et non par une bureaucratie centralisée a permis une réaction plus rapide, mieux adaptée et mieux acceptée par la population ; en émettant des recommandations plutôt que des interdictions, les autorités ont bénéficié de l'esprit civique et de la forte discipline sociale allemande. L'économie sociale de marché, basée sur la forte coopération entre secteurs public et privé et la concertation entre patronat et syndicats, a permis de faire bien accepter des dispositions comme le chômage partiel, instauré pendant la crise économique mondiale de 2008. La recherche scientifique allemande, une des premières du monde avec un budget équivalant à 3,1% du PIB, au troisième rang mondial après la Corée du Sud et le Japon, a été la première à produire un vaccin homologué par l'Organisation mondiale de la santé. Ces efforts se traduisent par un taux de mortalité parmi les plus bas des pays de l'OCDE : 109,1 décès pour 100 000 habitants en Allemagne en juin 2021, contre 143,4 en Suède, 162,5 en France et 210,3 en Italie. En revanche, à moyen terme, le caractère décentralisé des politiques publiques a entraîné un « patchwork » (Flickenteppich) de mesures disparates, particulièrement lors du premier déconfinement ; en octobre 2020, la chancelière Angela Merkel a dû soutenir une discussion de huit heures avec les ministres-présidents des Länder qui a contribué à affaiblir son autorité nationale.
En février 2023, Karl Lauterbach, ministre fédéral de la Santé dans le cabinet Scholz, qui s'était régulièrement prononcé pour un durcissement de la politique sanitaire allemande face au Covid-19 et était ainsi devenu le visage du mouvement pro-lockdown, déclare : « nous sommes allés trop loin avec les restrictions de Covid ». Il qualifie les longues fermetures d'écoles de « grosse erreur », mais justifie cette prudence par l’espérance que le pays subisse moins de décès. Selon Lauterbach, les règles adoptées pour lutter contre la pandémie à l'extérieur étaient « absurdes ». Il a également critiqué les « excès » de certains États fédéraux, en particulier de la Bavière, en évoquant notamment l'interdiction temporaire de faire du jogging sans masque.